# Vytegra (fiume)
Il Vytegra (in russo Вытегра?) è un fiume situato nel rajon di Vytegorskij, nell'oblast' di Vologda in Russia. Dal fiume prende il nome l'omonima città, nonché il distretto di cui è capoluogo. Il corso d'acqua è un importante immissario del lago Onega, che raggiunge dopo un percorso di 64 km attraverso un bacino idrografico ampio 1.670 km2.
Il fiume fa parte del canale navigabile Volga-Baltico, che lo collega al Kovža, fiume parte del bacino idrografico del fiume Volga. Durante la costruzione del canale il lago Matkozero, di cui il Vytegra era emissario, venne utilizzato come deposito dei materiali scavati sino a venir colmato.